# Discoderus tenebrosus
Discoderus tenebrosus är en skalbaggsart som beskrevs av Leconte. Discoderus tenebrosus ingår i släktet Discoderus och familjen jordlöpare. Inga underarter finns listade i Catalogue of Life.